# 天野正子
天野 正子（あまの まさこ、1938年3月10日 - 2015年5月1日）は、日本の社会学者。お茶の水女子大学名誉教授。前東京家政学院大学・大学院学長。専攻はジェンダー社会学、歴史社会学、新しい社会運動論。現代生活者論。教育社会学者の天野郁夫（東京大学名誉教授）は夫。政治学者の天野拓（熊本県立大学准教授）は長男。

## 来歴
1938年、広島市生まれ。1961年、お茶の水女子大学文教育学部（教育社会学専攻）卒業、1970年、東京教育大学文学研究科社会学専攻（修士課程）修了（社会学修士）、1973年、東京教育大学文学研究科（博士課程）中途退学。1973年、南山短期大学専任講師、1978年、金城学院大学文学部助教授、1983年、金城学院大学文学部教授。1984年、千葉大学文学部助教授、1986年、千葉大学文学部教授。1995年、お茶の水女子大学文教育学部教授、1999年、お茶の水女子大学大学院人間文化研究科教授（大学院評議員を併任）。2003年、同大学定年退官、名誉教授。同年、東京女学館大学国際教養学部教授、2006年、東京女学館大学副学長を経て、学長（2008年3月末退職）。2009年、東京家政学院大学・大学院学長（2015年3月末退職）。
1992年、思想の科学研究会・会長となったほか、日本ユネスコ国内委員会委員、独立行政法人国立女性教育会館運営委員会会長、財団法人人権教育啓発推進センター評議員、日本学術会議連携会員、日本社会学会理事社会調査協会理事、国立大学法人東京学芸大学経営協議会委員などの要職を務めた。
2001年の編著『団塊世代・新論』では、海老坂武のような「シングル論」は、強者の論理になるのではないかと指摘した。「生活者」という言葉が日本独自のものであり、その概念を英訳して世界に発信したことでも知られる。

## 主な著書

### 単著
- 『第三期の女性 ライフサイクルと学習』（学文社、1979年）
- 『転換期の女性と職業～共生社会への展望～』（学文社、1982年）
- 『自立神話を超えて～女たちの性と生』（1987年、有信堂）
- 『「生活者」とはだれか～自律的市民像の系譜～』（1996年、中公新書）
- 『フェミニズムのイズムを超えて～女たちの時代経験～』（1997年、岩波書店）
- 『老いの近代 日本の50年日本の200年』（岩波書店、1999年）「老いへのまなざし」平凡社ライブラリー
- 『働く女性を助けた「モノ」のあゆみ 働く女性のあゆみ連続講座記録』女性労働協会女性と仕事の未来館 女性と仕事の未来館ブックレット  2003
- 『「つきあい」の戦後史～サークル・ネットワークの拓く地平～』（吉川弘文館、2005年）
- In Pursuit of the Seikatsusha: A Genealogy of the Autonomous Citizen in Japan (Melbourne: Trans Pacific Press, 2011)
- 『現代「生活者」論～つながりを育てる社会へ～』（有志舎、2012年）
- 『＜老いがい＞の時代 日本映画に読む』岩波新書、2014年

### 共著
- 『モノと子どもの戦後史』（吉川弘文館、2007年）
- Development of Sociology in Japan（Vs Verlag for Sozialwissen Schaften,2005）
- 『「モノと女」の戦後史～身体性・家庭性・社会性を軸に～』（平凡社ライブラリー、2003年）
- Higher Education 07: Special Issue on Japanese Higher Education (Kluwer Academic Publishers, Netherlands, 1997)
- 『「モノと女」の戦後史～身体性・家庭性・社会性を軸に～』（有信堂、1992年）
- 『女性ニューワーク論』（有斐閣、1989年）
- 『実学のすすめ＜失業社会＞にそなえて』（有斐閣、1983年）
- リーディングス『戦後日本の格差と不平等』（日本図書センター、2008年）
- 岩波講座・日本映画は生きている：第四巻『スクリーンのなかの他者』（岩波書店、2010年）

### 編著
- 『男性史』1・2・3巻（日本経済評論社、2007年、阿部恒久、大日方純夫との共編著）
- 『戦後経験を生きる～近現代日本社会の歴史～』（吉川弘文館、2003年、大門正克、安田常雄との共編著）
- 『近代社会を生きる～近現代日本社会の歴史～』（吉川弘文館、2003年、大門正克、安田常雄との共編著）
- 『ジェンダーで学ぶ教育』（世界思想社、2003年、木村涼子との共編著）
- 『団塊世代・新論』（有信堂、2001年）
- 『女性たちの生活者運動』（マルジュ社、1995年、佐藤慶幸、那須壽との共編著）
- 『女子高等教育の座標』（垣内出版、1986年）